# Église San Filippo Neri all'Esquilino
L'église San Filippo Neri all'Esquilino est une église de Rome, dans le quartier de Monti, via Sforza. Elle date du début du XIXe siècle. 

## Histoire
L'ancien « couvent de l'Oratoire » est aujourd'hui le siège de l'« Office de l'Agence des Douanes de Rome I », alors que l'église dépend désormais de la paroisse de San Martino ai Monti. Elle est consacrée à saint Philippe Néri, fondateur de la congrégation de l'Oratoire.